# ATP Saint-Vincent 1986
L'ATP Saint-Vincent 1986 è stato un torneo di tennis giocato sulla terra rossa. È stata la 1ª edizione dell'ATP Saint-Vincent che fa parte del Nabisco Grand Prix 1986. Si è giocato a Saint-Vincent in Italia dall'11 al 17 agosto 1986.

## Campioni

### Singolare
Simone Colombo ha battuto in finale  Paul McNamee 2–6, 6–3, 7–6

### Doppio
Libor Pimek /  Pavel Složil hanno battuto in finale  Charles Cox /  Jake Spicer con il punteggio di 6–3, 6–3